# لورين نيوتن
لورين نيوتن (بالإنجليزية: Lauren Newton)‏ هي عازفة جاز ومغنية وأستاذة جامعية وممثلة أمريكية، ولدت في 16 نوفمبر 1952 في كوس باي في الولايات المتحدة.

## وصلات خارجية
- لورين نيوتن على موقع IMDb (الإنجليزية)
- لورين نيوتن على موقع ميوزك برينز (الإنجليزية)
- لورين نيوتن على موقع أول ميوزيك (الإنجليزية)
- لورين نيوتن على موقع ديسكوغز (الإنجليزية)